# Мюттершпрох-Гзельшафт
Мюттершпрох-Гзельшафт (алем. нем. Muettersproch-Gsellschaft, дословно — «Общество родного языка») — созданное в 1965 году общество, занимающееся пропагандой и защитой алеманнского диалекта. Области традиционного распространения алеманнских говоров — это Баден, Вюртемберг, Эльзас, германоязычная Швейцария.
Организация была создана в городе Фрейбург в Брайсгау, на момент основания она насчитывала 116 членов. Она выросла из кружка поэтов, пишущих на аллеманском, образовавшемся в начале 1960-х годов. В середине 1970-х годов количество её членов составляло всего лишь 350 человек, но к концу десятилетия выросло до тысячи. К началу 2010-х годов в обществе состояло около 3000 человек, включая членов из США и Канады. В числе участников общества — музыканты и писатели, обратившиеся к алеманнскому диалекту. Деятельность общества включает в себя издание книг, написанных по-аллемански, производство и распространение различных предметов поп-культуры, пропагандирующих диалект (например, стикеры с надписью «Bi uns cha me au alemannisch schwätze» — «Здесь ты также можешь говорить по-аллемански»), проведение фестивалей, сбор этнографического материала и т. п. Дважды в год издается журнал Alemannisch dunkt üs guet.